# باول ويلهلم ماغنوس
باول ويلهلم ماغنوس (بالألمانية: Paul Wilhelm Magnus)‏ هو عالم أشنيات ‏ وعالم نبات ألماني، ولد في 29 فبراير 1844 في برلين في ألمانيا، وتوفي بنفس المكان في 13 مارس 1914.